# David Eddy
John David Eddy (5 de mayo de 1944) es un deportista británico que compitió en bádminton para Inglaterra en las modalidades de dobles y dobles mixto.
Ganó cuatro medallas en el Campeonato Europeo de Bádminton entre los años 1968 y 1978.

## Palmarés internacional
| Representando a Inglaterra |                           |                   |              |
| Campeonato Europeo         |                           |                   |              |
| Año                        | Lugar                     | Medalla           | Prueba       |
| 1968                       | Bochum (RFA)              | Medalla de oro    | Dobles       |
| 1970                       | Port Talbot (Reino Unido) | Medalla de oro    | Dobles mixto |
| 1970                       | Port Talbot (Reino Unido) | Medalla de bronce | Dobles       |
| 1978                       | Preston (Reino Unido)     | Medalla de bronce | Dobles       |